# Graig Nettles
Graig Nettles (San Diego, California, 20 de agosto de 1944) es un exjugador profesional estadounidense de béisbol que se desempeñó en la posición de tercera base en las Grandes Ligas de Béisbol (MLB). Es poseedor de dos Guantes de Oro.

## Carrera
Nettles jugó como profesional tres temporadas en Minnesota Twins (1967-1969), después pasó por varios equipos, Cleveland Indians (1970-1972), New York Yankees (1973-1983), San Diego Padres (1984-1986), Atlanta Braves (1987), y finalmente, a Montreal Expos, donde jugó una temporada (1988), y fue el equipo en el que se retiró.

## Premios
Fue galardonado con el Guante de Oro en dos oportunidades (1977 y 1978).